# 克魯姆巴希施泰因山

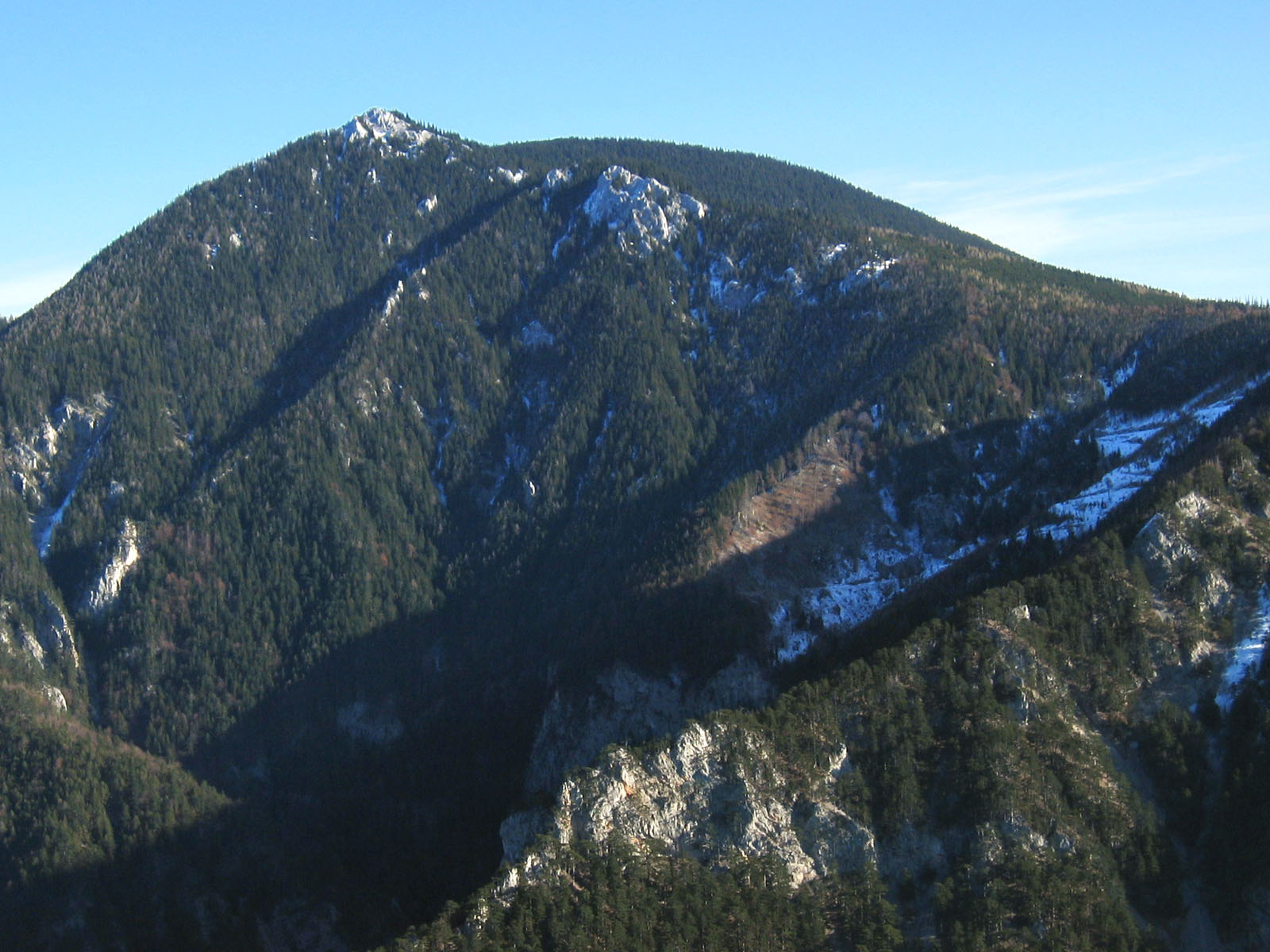

47°44′33.44″N 15°49′58.29″E / 47.7426222°N 15.8328583°E
克魯姆巴希施泰因山（德語：Krummbachstein），是奧地利的山峰，位於該國東北部，由下奧地利州負責管轄，屬於拉克斯-施內山脈的一部分，海拔高度1,602米。